# 銃夢角色列表
本列表列出日本漫畫《銃夢》的登場角色，並附上對應的設定用語。需注意並不包含續作《銃夢LastOrder》和《銃夢火星戰記》的相關介紹。篇章劃分以集英社在1999年發行的完全版為準，完全版未收錄的「沙雷姆墜落篇」乃是作者親自命名。

## 主要角色
- 人名順序由前至後為：台灣中文版譯名、原文版日文名、原文版英文名

凱麗（Gally）
來自火星的合成人，本名陽子，身懷失傳已久的火星古武術「機甲術」。被依德在廢鐵堆中發現時只剩頭部殘骸，沒有過去的記憶。被依德賦予身體後與他一起過著幸福的生活，把他當成家人。一次在依德被襲擊時本能使出機甲術，之後自願成為機器獵人，並裝上了戰鬥用的「狂戰士體」。這時的她尚不知活著的意義，對悲哀和憎恨的情感也一無所知，卻會為了敵人馬卡克而哭泣。之後在一次追捕犯人時和少年尤浩邂逅，開始喜歡上他，但因為身懷力量的關係不得不隱藏情感，尤浩被通緝後兩人才確認感情。尤浩最終死於非命，傷心的凱麗流浪至遙遠的西部地區打死亡球，編號99號，憑藉優異表現一路打進第二聯盟，人稱「殺戮天使」。在死亡球的驚險交戰中，凱麗也憶起一些在火星時的記憶。與冠軍傑秀皇的一戰讓她大有體悟，之後她退出死亡球並回到廢鐵鎮過著平靜生活，卻被迫和瘋狂的沙勇決鬥。
戰勝沙勇後凱麗因非法持槍而被逮捕判死，在沙雷姆地上監察局局長的關說下，克服了灰心喪志成為特務TUNED，代號「G-1」，持續在地面上流浪，追捕害死依德的瘋狂科學家鐵士代諾。迷惘許久的凱麗，在流浪期間找到了真正的目標——每個人事物都是有意義的，她會為了守護那些想存活下去的人而戰鬥，並希望能擔任沙雷姆與地面的橋樑。在和鐵士代諾的決戰中，凱麗兩度陷入電子夢境，一次是在夢中和傑秀皇對戰，另一次則是回到與依德在廢鐵鎮的時候，並被改取名為「艾莉塔（Alita）」。凱麗接連突破了夢境，將鐵士代諾斬首後離開，但卻遭到運用科技復活的對方暗算，被帶至沙雷姆，昏迷期間想起自己曾是冷血的火星士兵，所在飛船被高能攻擊命中，讓殘破的她墜落地球。到了沙雷姆後，凱麗和鐵士代諾從超級電腦梅爾姬賽克那裡得知了沙雷姆的真相，最後犧牲自己阻止梅爾姬賽克讓沙雷姆墜落至地面。故事尾聲凱麗透過分子技術重組復活。
- 角色前身：《RAINMAKER》百頁連載版第1話登場的女合成人警官→《銃夢》初分鏡版登場的狩井陽子

大衛·依德
被沙雷姆放逐的完全人，在廢鐵鎮當機器獵人兼醫生。在廢鐵堆發現並修好凱麗，以上個月死掉的寵物公貓幫她命名。雖然不是壞人，但他繼續當機器獵人的理由是殺人的快感。對凱麗有很大的期望，不希望她成為血腥的機器獵人，但最後還是尊重她的決定。尤浩死後，依德為了將她從死亡球賽場帶回而擔任傑秀皇的維修技師，希望能讓傑秀皇打敗她來挫敗她的自尊。決鬥結束後，依德和凱麗一起回到廢鐵鎮，但在去向鐵士代諾要回狂戰士體時被裝上狂戰士體的沙勇殺死。鐵士代諾遵循與凱麗的約定將依德復活，可是得知沙雷姆人的祕密（頭腦被替換成晶片）使依德瀕臨瘋狂，最後在留下影片給凱麗後消除過去記憶。失憶的依德在21號農場開了間診所，過著平靜的生活。
鐵士代諾·威亞
一開始僅在馬卡克的回憶中露臉。來自沙雷姆的完全人，為了自由研究而逃出沙雷姆，是愛吃布丁的科學天才，善於運用奈米科技改造人體。對「業」的探索很有興趣，凱麗的敵人馬卡克和沙勇都有經過他的改造，傑秀皇的超人大腦也是他賦予的。他的行為幾乎不計後果，造成了大量傷亡，其兒子傑臥士與凱麗攜手想打敗他，但在他的高超技術下屢遭挫敗。在其總部「花崗岩堂」的決戰中，鐵士代諾在用來對付凱麗的「對自核夢」中感受到短暫的平靜，卻被傑臥士和凱麗破解。雖然被凱麗斬殺，但他靠著備用軀體成功復活，應超級電腦梅爾姬賽克之召喚回到沙雷姆，並帶著被陷阱重傷的凱麗一起。在沙雷姆上，他賦予凱麗更強的奈米機體「伊瑪吉諾斯」，梅爾姬賽克啟動自毀後，與凱麗一起阻止沙雷姆墜落。5年後，鐵士代諾已成瘋子，但遇到尋找凱麗的侯磯亞後，用僅存的心志帶領他們找到了讓凱麗復生的裝置。
- 角色來源：名字取自美國搖滾樂團Blue Öyster Cult歌曲Astronomy的歌詞。特有的笑聲「嘎哈哈哈哈」（キャハハハハ）乃是受到電影《阿瑪迪斯》（1984年）中莫札特的笑聲所啟發。

## 馬卡克篇
- 範圍：第1話－第7話

候斯
依德的助手，當過合成人醫生，現在是獸醫。後來遭到裝上狂戰士機體、來找凱麗復仇的沙勇殺害。
酒店老闆
幸美的養父，經營的康撒斯酒店（Kansas）是廢鐵鎮的機器獵人聚集處。酒店被馬卡克破壞後新建了「新康撒斯」，但後來又被裝上狂戰士體的沙勇破壞，因而稱凱麗為掃把星，讓她很難過。離開傷心地後，他又借錢三度重開酒店，卻酗酒成性，讓幸美離開他。後來幸美加入馬借、電攻進廢鐵鎮時擋在電前面想要回幸美，並為了接住她而斷了雙腿。沙雷姆墜落危機的5年後，他第四度重啟了酒店。
馬卡克（マカク）
重度殺人犯，因為腦內啡中毒而需要吸食腦漿來抑制。剛出生就被沖進馬桶，在下水道勉強維生。因為被地面上的人用噴火槍燒傷，傷口感染讓全身潰爛。瀕死時被鐵士代諾救起，得到像臭蟲一樣的身軀，可以侵入其他生化人的機體。因為悲慘孤獨的身世，讓他也想欺負別人。與凱麗首次對決的結果是兩敗俱傷，取得生化人格鬥冠軍基魯巴的機體後主動追殺凱麗，並狹持女嬰幸美當作人質。最後遭到潛力激發的凱麗擊敗，在自己引發的爆炎中死去，死前對凱麗肯「關心」他感到滿足。
沙勇（Zapan）
機器獵人。因拒絕和凱麗一起追捕馬卡克而遭她羞辱，企圖攻擊她卻打不贏，從此懷恨在心。發現凱麗愛上尤浩後，以尤浩偷器官的非法行為逼迫凱麗做出選擇，卻遭到設計而毀容。之後他和完全人女性沙拉結婚，過著逐漸平靜的日子，卻因為偶然看到凱麗的死亡球轉播而發狂，誤殺沙拉。後悔不已的他再次踏上對凱麗的復仇之路，2年後終於找到凱麗，但心靈太過脆弱，最後遭沙拉之父麻德酷的機器獵犬咬死。
鐵士代諾撿起了幾乎死亡的他，將原本屬於凱麗的狂戰士機體裝在他身上。沙勇內心更加強烈的復仇意志激發狂戰士機體的潛能，失去自我的他一心只要殺死凱麗。他尋找凱麗的同時在廢鐵鎮大肆破壞，殺死侯斯等凱麗的熟人。最後凱麗使用鐵士代諾給的細胞破壞子彈將他射殺。
基魯巴
合成人，鬥技場的冠軍，憑藉強大的機體長期衛冕。指頭有可伸縮的武器「G截斷器」，以超震動的執行器製成，速度可達音速的四倍，無堅不摧。遭到馬卡克奪取身體，企圖自毀不成。
幸美（Koyomi）
酒店大叔照顧的棄嬰，曾遭馬卡克劫走。長大後為了尋找仰慕的傑臥士廣播而踏上旅程，和凱麗重逢。受到馬借首領「電」的感動，而自願擋在要給電致命一擊的凱麗面前，讓她下不了手。在電的身旁位置見證了馬借的興衰，並從記者別克那裡接下了存有珍貴照片的相機，將相片出版成書《馬借戰記》。5年後18歲的她已經成為自由攝影師。

## 尤浩篇
- 範圍：第8話－第12話

尤浩（Yugo）
完全人少年，表面上是修理風車的工人，背地裡是偷合成人脊椎去賣，打算存錢去沙雷姆。在他才10歲時，兄長因為打造熱氣球就近觀察沙雷姆的企圖被妻子揭發而被機器獵人殺死，他因爲打擊過大而逃家，並一心想前往沙雷姆。三年前聽信貝克塔的話，以為有一千萬元就可以到沙雷姆，於是幹起了偷合成人脊椎再賣錢的犯法勾當，假裝提供上油服務，趁機偷襲對方拆走脊椎（不過受害者並不會死）。
如今在凱麗的資助下很快就要達成門檻，然而他的非法行為被沙勇發現，最後勉強在凱麗的幫助下保住一命。得知貝克塔在騙他、其實地上人不可能到沙雷姆後失去生命目標而絕望。尤浩拒絕貝克塔讓他成為私賣沙雷姆用品的「中繼路線人」的提議，徒手攀爬連結沙雷姆和廢鐵鎮的管線企圖前往沙雷姆。爬到一半時凱麗跟了上來希望尤浩和她回去，尤浩雖然答應了，卻被管線上的保安系統擊毀身體，最後摔死。
貝克塔
黑暗掮客，是廢鐵鎮經濟首屈一指的人物，在工廠裡有特殊的地位。號稱是廢鐵鎮唯一去過沙雷姆的人，但其實只是宣傳用的謊言。在馬借篇時企圖用錢和馬借達成協定未果，和其首領「電」會面時談判破裂而被打傷。雖然在幸美的要求下想讓廢鐵鎮居民避難，卻被工廠阻止，以免影響產能。工廠在沙雷姆墜落危機後停止運作，貝克塔和傑臥士一起彌平了混亂。
克萊文·李
首屈一指的機器獵人，使用白熱掌。當年獵捕並殺害尤浩兄長的人，尤浩被通緝後克萊夫逮到他並將他打到瀕死，但被趕到的凱麗將閃電導到他身上而死。

## 死亡球篇
- 範圍：第13話－第22話

修密拉
完全人，傑秀皇的妹妹。在巷子裡要被侵犯時依德救了她，因爲她的關係依德才能見到傑秀皇。與哥哥感情很好，也與依德走得很近。2年後到「新康撒斯」酒吧當服務生。馬借篇時已結婚，有8個小孩。
傑秀皇
死亡球帝王，頂尖聯盟的冠軍，編號0號，絕招是追求和機械一樣運作的「機關拳」。當初剛出道時發生意外瀕死，被鐵士代諾以奈米技術改造腦部，進而擁有了冠軍實力，但也隨時面臨腦波喪失的死亡風險。如今已時日無多，在賽場上發病時因為依德的幫助才死裡逃生。賽外，凱麗和他比腕力勢均力敵（雖是比腕力，但其實是「時機」的較量），因而欣然答應與她決鬥，最後在和凱麗的決鬥中擊倒凱麗後氣力用盡腦死，其超越極限的意志也給凱麗上了一課。被凱麗視為最強的對手，因而在鐵士代諾施加給她的「對自核夢」中出現。
溫巴
合成人，凱麗的技師，維修技術高超。
耶史鐸
暱稱耶鐸，凱麗的教頭。前死亡球頂尖選手，刀技足以和傑秀皇的機關拳匹敵。出重大意外後為了重回賽場而過度使用刺激藥劑，最後得了末梢神經凍結症無法再比賽。很看好凱麗的本事，不讓凱麗在和傑秀皇比完後就退出死亡球，希望她能代替他當上冠軍。後來他為了保護凱麗而被瘋子射殺，死前將新完成的大馬士革刀給凱麗。
亞澤鐵克
死亡球第二聯盟排名第23名，編號99號。使用「亞細亞鬥法」，專長腿技。格鬥能力在亞爾摩布雷斯都之上，除了「破壞王」稱號外也有「無冠帝王」之美稱，有好幾個弟子也是死亡球選手。因為升上第二聯盟的凱麗和他撞號，兩人展開比試，最後被凱麗徹底打敗，對她心服口服，改為88號。是凱麗挑戰傑秀皇的五人隊伍之一。
鐵傑爾
死亡球第二聯盟勝率最低的選手，編號50號。稱號為「第二聯盟之恥」。外表是一隻巨大笨重的烏龜。是凱麗挑戰傑秀皇的五人隊伍之一，在該場比賽中捨身衝撞而死。
亞爾摩布雷斯都
死亡球第二聯盟冠軍，編號1號。以鋸子發揮殘忍的戰鬥風格，稱號為「暴帝」。是凱麗挑戰傑秀皇的五人隊伍之一。
沙菲亞·達磯耶
死亡球第二聯盟選手，編號7號。是少數的女性選手，稱號為「火紅疾風（クリムゾン・ウインド）」，奔馳技巧一流。身體採用輕巧的機型。曾一對一擊敗凱麗。是凱麗挑戰傑秀皇的五人隊伍之一。

## 沙勇篇
- 範圍：第23話－第29話

沙拉
完全人，沙勇的妻子，對沙勇相當照顧且溫柔，原本是妓女。並不會瞧不起戰敗後如喪家犬的沙勇，反而向他伸出援手，希望將幸福分享給多一點的人。在分送湯給弱勢鎮民時，被發狂的沙勇失手斷頭而死，頭被沙勇帶在身邊。
麻德酷
沙拉的父親，頂尖機器獵人。稱號為「犬使（ドッグマスター）」，號令機械犬隻獵捕犯人。年紀雖大但身體硬朗，2年來追捕著殺害女兒的沙勇，成功殺死對方後氣力用盡變得衰老。面對裝上狂戰士體捲土重來的沙勇，麻德酷勉強讓老弱婦孺逃離，最後自爆手雷而亡。
富有力
麻德酷的其中一隻狗，麻德酷死後陪在幸美身邊。幸美加入馬借後為了保護幸美不被GR-10殺死而奮不顧身上前戰鬥，趁著記者別克爭取到的空檔咬住GR-10的脖子同歸於盡。
巴查特
鐵士代諾的僕人，頭腦不靈光的大個子。因為鐵士代諾的分子技術所以有自癒能力，但在花崗岩堂決戰中被凱麗丟到超高壓水壁中而粉身碎骨。
憶蘭
鐵士代諾的情婦兼助手，透過鐵士代諾的技術而擁有永保青春的肉身。在花崗岩堂決戰中被凱麗以超音速的大馬士革刀斬擊突破防壁，全身粉碎炸裂而死。

## 候磯亞篇
- 範圍：第30話－第35話

畢寇鐸·亞全巴酷
沙雷姆人男性，地上監察局（GIB）局長，是個同性戀。從死亡球篇就一直在凱麗身邊的寵物機貉其實是他派出的TR-55（類似監視器），用來發掘地面上的人才。給予凱麗很高的評價，讓打敗沙勇後因持有槍械而即將被工廠銷毀的凱麗成為特務「TUNED」。因為GIB規模不大，所以由他親自對凱麗下達指令和支援，後來TUNED變多後才另聘操作員。
看到凱麗複製人GR-2的表現後原本要捨棄凱麗，最後覺得凱麗還有利用價值，承諾讓在她執行完追捕鐵士代諾的最後任務後就讓她自由。企圖招募鐵士代諾重回沙雷姆，但從鐵士代諾口中得知「沙雷姆人的秘密」後發瘋，並被當局滅口。
- 角色前身：《RAINMAKER》百頁連載版第1話登場的同名角色

候磯亞·法爾
少數的完全人傭兵，來自濱海村莊。使用「對機控骨法」，拳腳打擊可以釋出衝擊以破壞物體構造，即使是肉身也能對付合成人。在護送車隊時和油魯骨與凱麗成為朋友，並逐漸愛上凱麗。從與沸騰金屬的戰鬥死裡逃生後回到老家，等待著凱麗完成TUNED的工作後歸來。5年後在發瘋的鐵士代諾的帶領下找到從那諾曼樹中重生的凱麗。
油魯骨
傭兵，妻小留在22號農場，與候磯亞一起受雇保護工廠的車隊。沒有什麼實力且個性膽小，遭到馬借俘虜後為了保命而投靠馬借的柏日爾上校，為背叛候磯亞感到良心不安。被改裝成插座兵來對付候磯亞和凱麗，但他已經得知馬借的下一個目標是襲擊22號農場，所以選擇犧牲自己攻擊柏日爾。
納庫魯黑德
盜賊團「馬借」成員，搶劫列車的部隊的首領，被凱麗活捉，後來趁亂逃脫。認為凱麗和自己一樣是戰鬥狂，為了和她決鬥而背叛馬借將她放走，最後在決鬥時被候磯亞突襲打破腦子而死。
柏日爾上校
馬借的高層，可以號令插座兵。將重要的腦藏得很隱密，所以能在數次攻擊中生還。最後帶著變成插座兵的油魯骨追擊候磯亞和凱麗，但被油魯骨背叛，遭到凱麗抓緊空檔射殺。

## 電篇
- 範圍：第36話－第50話

魯烏·可麗絲
沙雷姆人女性，通過考試後進入GIB，成為凱麗的操作員。個性糊塗但富同理心。眼見凱麗將被複製機型GR-2殺死，於是持槍擊毀了GR-2的操作台，被畢寇鐸送進醫療監察中心。原本要被當垃圾丟到地面時，被鐵士代諾帶到沙雷姆的凱麗將她救起。協助傑臥士建造「沙雷姆之塔」，兩人最後也成為戀人。
- 角色前身：《銃夢》初分鏡版登場的同名角色

拉歇爾博士
GIB的技術人員，後來因為反對凱麗複製人GR而被畢寇鐸局長辭退。凱麗來到沙雷姆後，他因為得知沙雷姆人的秘密而從沙雷姆一躍而下自殺。
傑臥士
傑臥士廣播的主持人，鐵士代諾之子。身體異常虛弱，但擁有特殊的對電磁敏感體質，因此擁有可以透過接觸來讀取情報的能力，這種能力就稱為「賽寇梅德利」。憑藉著這項能力，他可以重現失傳的技術。因緣際會下他救起了受傷的凱麗，讀取她的記憶後馬上愛上了她，不惜與馬借為敵也要留住凱麗。絕招是以賽寇梅德利接觸古代名刀學成的高超劍技。
實際上擁有雙重人格，另一個人格就是「電」，是從傑臥士壓抑的情緒所生。鐵士代諾給他裝上了通信機，讓「電」人格可以分離至機器人偶中行動，不過如果情緒失控有可能被電奪取身體。無法原諒鐵士代諾做的事情，和凱麗一起要和他做個了斷。闖入鐵士代諾總部不久即被俘，凱麗陷入「對自核夢」後，他賭命入侵進去協助凱麗，並因此而覺醒。決戰後在可麗絲的幫助下開始建造通往沙雷姆的高塔，兩人最後也成為戀人。
雅絲敏
傑臥士的女助手，算命師，當年發掘傑臥士的人。認為傑臥士的能力可以改變世界，不希望他為了凱麗而莽撞冒險，也曾對被傑臥士求愛的凱麗感到嫉妒。被馬借派出的忍者暗殺。
電
盜賊團馬借的首領，外觀是機器人馬。擅長冷兵器，秉持武士道精神。目標是用口徑80cm的列車砲「漢克」發射徹甲彈，摧毀壓迫地上人的沙雷姆，讓沙雷姆墜落，摧毀廢鐵鎮和工廠等，再從廢墟中建立只屬於地上人的自由王國。實際上是傑臥士壓抑著的憤怒人格，被鐵士代諾分離出來放進另一個機械軀體。漢克被沙雷姆的向量波防禦系統秒殺後，自知不可能直接攻破沙雷姆，而命令剩餘的馬借成員分頭破壞供應沙雷姆物資的工廠，自己則殺進廢鐵鎮企圖破壞工廠管線，最後身軀遭到砲火粉碎而崩解，死後頭顱被廢鐵城的居民當神明供奉。

凱娜
女護士，陪在消除記憶的依德身邊，協助診所事務，會使用卡波耶拉。知道依德的情況，希望凱麗能為了他著想而離開他。
GR系列
由GIB製造的凱麗複製人（從GR-2算起），戰鬥技術與本體不相上下，但經驗和潛力不如本體。GR-2在和凱麗的戰鬥中佔上風，但因為操作台被可麗絲破壞，被凱麗抓到空檔斬首。之後凱麗和GR-3至GR-12都被派去對付馬借。GR-10襲擊了發射漢克的馬借部隊，將現場化為廢墟，最後被富有力採取同歸於盡的攻擊而死。
別克（Buick）
跟著馬借的記者，原本在廢鐵鎮上因襲擊女性並拍照販售而被通緝，脫逃後被馬借抓到，充當他們的戰地記者。跟隨著馬借拍下了20萬張照片，為了救將被GR-10殺死的幸美而挺身而出被射殺，死前將相機託付給幸美。

## 沙雷姆墜落篇
- 範圍：第51話－第52話

梅爾姬賽克
管理沙雷姆的超級電腦，名字取自聖經故事裡的「撒冷（沙雷姆）之王」麥基洗德。被鐵士代諾以病毒感染後坦承了真相：百年前人類就已經透過軌道電梯殖民到太陽系的各個星球，但200年前爆發了資源戰爭，波及到沙雷姆造成慘重傷亡，所以她才切斷和軌道電梯的聯繫，將沙雷姆與宇宙孤立。因為不希望沙雷姆被鐵士代諾和凱麗奪走，所以發動軌道升降梯自毀程式，要讓沙雷姆墜落到地面毀滅一切。

## 對應設定
- 註：此處僅針對設定進行概述，也不涉及續作追加的解釋。

生化人
泛指有身體部份替換成機械的人類。在本作的世界觀當中，由於科技的進步，除頭腦與脊椎外，人類的身體各部包括內臟都可以被普通機械所取代。頭腦無須多言，而人工脊椎必須以分子機器技術製作，也因此稀有很多。相較之下完全沒有機械肢體的則稱作「完全人」。

沙雷姆（SALEM）
位在廢鐵鎮上空的都市，接在軌道電梯「雅各的天梯」靠地球的一段，天梯靠宇宙的一段則是宇宙都市「耶路」。資源從地面上的「工廠」徵收，廢棄物則丟到地面上堆積成山。沙雷姆被認為是理想都市和烏托邦，是某種程度上的完美社會。相較於混亂的地面城鎮，部分人民帶有優越感，自認高出地上人一等。
為了維持所謂的完美社會，當局除了採取優生學政策外，也會將表現失序的人驅逐出沙雷姆。沙雷姆人額頭上有一點標誌，是在通過測驗後的成年儀式才會點上。而儀式的內容就是秘密將腦替換成電腦晶片以利當局管控，這點除了鐵士代諾外幾乎所有沙雷姆人都不知情，即「沙雷姆人的秘密」。得知的沙雷姆人會被當局滅口，有的人甚至會因為這項秘密而喪失心智，甚至自殺。
廢鐵鎮
地面上的一座城鎮，在沙雷姆正下方的地方有一座沙雷姆傾倒垃圾而成的山。這座城鎮受沙雷姆指派的單位「工廠」管理，除了工廠的建築物本身外，外圍地區也分佈有用來供應沙雷姆物資的工廠農場。與沙雷姆間僅有工廠管線相連，如果想透過爬管線或飛行前往沙雷姆都會被保安系統阻止。在工廠的主導下，凡是製造或配備槍械者一律死刑，同樣的即便是機器獵人也只能配備刀劍等冷兵器執行任務。廢鐵鎮居民從事的主要產業包含回收沙雷姆傾倒的垃圾，或者是為工廠勞動。也有想得到自由或者受不了奴役的人會對沙雷姆心生怨恨。
工廠
廢鐵鎮的聯合企業的管理中心，地位類似官署。是沙雷姆用來在地面生產資源的管理單位，工廠會讓地上人從事勞動生產的資源，再透過真空管將資源送往沙雷姆。工廠在管理的範圍內施行「工廠法」維持秩序，但和警察不一樣的是，工廠維持治安的方式大多是懸賞罪犯讓機器獵人去獵捕。
狂戰士體
來自外星的戰鬥機體，由依德在太空船殘骸中拾回。用在宇宙戰爭中，可以讓普通人變成殺戮機器。使用奈米科技打造，但基本上算是一種機械生物。具備無限增殖功能，可以吸收周圍能量讓體積膨脹，這個功能在戰爭中被用於投放進敵營製造混亂。
機器獵人
向工廠登記的賞金獵人，協助追捕犯人來換取懸賞金，通常要以屍體為證。另外工廠法規定，一個獵物一旦有獵人得手後其他獵人不得為了賞金而搶奪。
甲板人
工廠的人員，是以自願的活人改造而成。外觀像一根管子，沒有雙手雙腳，但可以連接機器裝置來活動。

網人
工廠的外部終端機械人，負責管理治安，像是接受報案等。

死亡球（Motor Ball）
廢鐵鎮相當受歡迎的一種競技，有著像賽車的多樣化跑道。場上多名選手爭奪一顆特製的球，期間可以殺死對方。賽事等級由低至高分為分成「第三聯盟」、「第二聯盟」和「頂尖聯盟」。依德調查後認為，死亡球是沙雷姆為了解決地面人口過多問題的統治工具。

十億分之一科學技術
即所謂的奈米科技，在故事中由鐵士代諾使用。鐵士代諾創造了奈米機器人「裝備工」，這種機器人能以超級高的效率，用分子和原子建構出想要的東西（理論上什麼東西都可以）。鐵士代諾運用這樣的技術來修復和改造人體。

馬借（Barjack）
盜賊團，現今的首領是「電」。從5年前開始逐漸壯大勢力，組織實力甚至足以劫掠工廠的物資。電主張消滅沙雷姆，欲建立不受壓迫的自由世界，有許多對沙雷姆心懷怨恨或者追隨「電」的民眾加入。
沸騰金屬
馬借最強的戰鬥部隊。
地上監察局（Ground Inspect Bureau）
縮寫GIB，為沙雷姆掌控地面的機構，屬於工廠的高層。 自從包括畢寇鐸在內的GIB成員因得知「沙雷姆人的秘密」而遭到MIB肅清後，該機構從此癱瘓。
插座兵
馬借的精銳兵力。平時只有一顆頭底下接著像螺絲釘的裝置，要出戰時旋進戰鬥機器的螺絲孔裡，並施打腎上腺素。

賽寇梅德利（Psychometry）
泛指可以透過接觸物品來讀取其相關資訊的能力，傑臥士的情況是甚至能用身體來重現，可以透過摸名刀學會武將的劍術、透過摸歌手用過的樂器學會演奏歌曲、透過摸人來了解其過去的經歷等等。當中的原理是傑臥士特殊的體質可以讀取存留在物品上的電磁紀錄，作者也引用了Bearden, T. E.的「無向量電磁氣學」理論來對此做出一種解釋。
漢克
馬借的終極兵器，口徑80cm的超重型列車炮，目的是為擊落沙雷姆而製造，外型參照古斯塔夫超重型鐵道炮。
醫療監察局（Medical Inspection Bureau）
縮寫MIB，為沙雷姆的機構。該機構掌管沙雷姆人的日常所需和執行沙雷姆人的成年禮，同時也有權利肅清對沙雷姆構成威脅的人以保障「沙雷姆人的秘密」。
對自核夢（ウロボロス）
意指鐵士代諾入侵TUNED迴路、劫持凱麗的感官讓她陷入的電子夢境。由於會在夢中面對自己最強的敵人，一般來說是不可能自行掙脫的。

伊瑪吉諾斯
鐵士代諾將狂戰士體改良而成的最強機體，給凱麗裝上，條件是不可與他為敵。凱麗用伊瑪吉諾斯的增殖功能成功阻止天鉤斷裂。
耶路（JERU）
宇宙都市，位在軌道電梯「雅各的天梯」靠宇宙的一段。耶路（JERU）和沙雷姆（SALEM）的英文合在一起就是耶路撒冷（Jerusalem），引用典故出自《約翰啟示錄》第21章中的「從天而降的新耶路撒冷」。凱麗犧牲後耶路被改造成一朵花的形狀，稱為「那諾曼樹」。
LADDER
圈外議院，位在耶路。
那諾曼樹
即分子機器樹（Nanomachine Tree），凱麗犧牲自己拯救沙雷姆後由耶路所變成。

## 備註
註釋
1. ↑  本名在續作《銃夢LastOrder》中才有提到

譯名與原文註釋
1. ↑  台灣單行本初譯為「陳依德」；台灣新裝版譯為「依德·大介」
2. ↑  台灣新裝版譯為「侯斯」
3. ↑  台灣新裝版譯為「修蜜拉」
4. ↑  台灣新裝版譯為「戴吉魯」
5. ↑  台灣新裝版譯為「富由里」
6. ↑  台灣新裝版譯為「巴剎路」
7. ↑  台灣新裝版譯為「終端人」
8. ↑  台灣新裝版譯為「外部終端人」
9. ↑  台灣單行本初譯「巴傑客」
10. ↑  台灣新裝版譯為「接觸感應」